# Гетто в Чаусах
Гетто в Ча́усах (начало августа — 16 августа 1941) — еврейское гетто, место принудительного переселения евреев города Чаусы Могилёвской области и близлежащих населённых пунктов в процессе преследования и уничтожения евреев во время оккупации территории Белоруссии войсками нацистской Германии в период Второй мировой войны.

## Оккупация Чаус и создание гетто
В Чаусах в 1941 году жили около 2000 евреев из примерно 5000 жителей — 40 % населения.

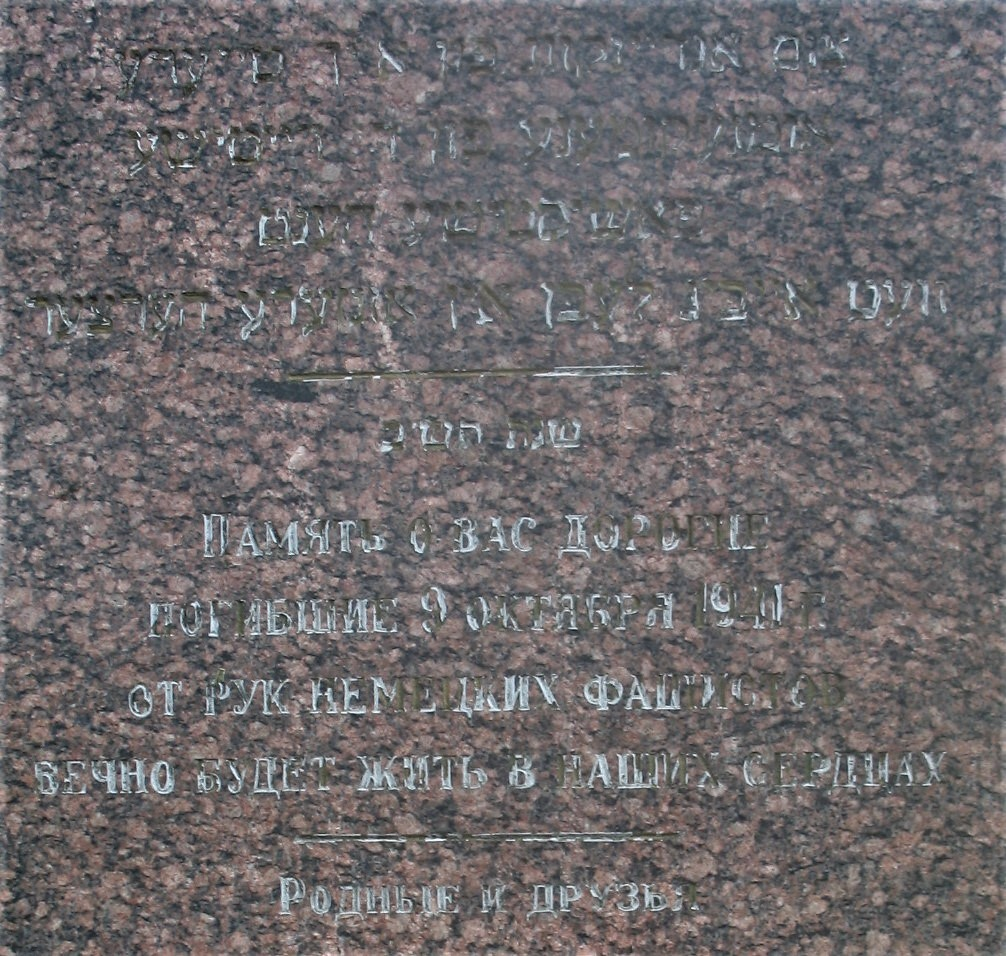
Надпись на памятнике на еврейском кладбище

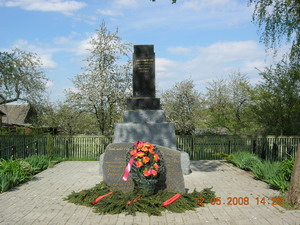
Памятник убитым евреям в деревне Благовичи

Чаусы были захвачены немецкими войсками 15 июля 1941 года, и оккупация продлилась 2 года и 11 месяцев — до 25 июня 1944 года.
Всем евреям, в том числе и детям из смешанных семей, под страхом смерти приказали нашить на верхнюю одежду шестиконечные звезды. Сразу после оккупации в город дважды приезжал немецкий карательный отряд, который расстрелял 51 еврея и 4 коммуниста.
В августе 1941 года немцы, реализуя нацистскую программу уничтожения евреев, организовали в Чаусах гетто. В жилые дома района Козинки (пригороде Чаус) согнали всех оставшихся евреев города и евреев из соседних деревень. Взять с собой позволили только самый минимум вещей.

## Уничтожение гетто
16 августа (в конце сентября, 9 октября) 1941 года всех евреев якобы для переселения в бывший еврейский колхоз им. Гирша Леккерта пригнали в урочище около небольшой деревни Дрануха на берегу реки Проня, в нескольких километрах от города (возле современного детского лагеря «Росинка»). Вещи евреев везли на подводах, а колонну из 624 обречённых людей конвоировали 26 немецких солдат и 15 местных полицейских. Затем на очередном перекрестке телеги с вещами завернули налево, а колонну — направо, к расстрельному рву, выкопанному на бывшем армейском стрельбище. Евреев расстреливали группами из пулеметов. Стоя на краю рва, учительница Дора Рувимовна Каган закричала в лицо убийцам: «Мы беззащитные и не можем бороться с вами. Но всех вы не уничтожите. Остались миллионы советских людей, они за нас отомстят. Невинная наша кровь будет на их знаменах…». На месте расстрела осталась охрана из полицаев, а из ямы доносились стоны ещё живых людей. Все вещи и имущество евреев, в том числе одежду и обувь, снятые с них перед убийством, поделили между собой полицейские.
17 июня 1942 года во рву в районе военного городка были расстреляны ещё 16 человек — евреев и подпольщиков, скрывавшихся и арестованных по доносам. На этом месте впоследствии ещё неоднократно расстреливали пойманных евреев, партизан и подпольщиков.
В августе 1942 года во время очередной «акции» (таким эвфемизмом нацисты называли организованные ими массовые убийства) днём, при большом количестве свидетелей, в березняке рядом с гумном в 1,5 километрах южнее деревни Благовичи были убиты дети из смешанных семей. Во время этого расстрела у 18-летней Ире Губных немецкий офицер убил маму — еврейку по отцу, и предложил Ире, светловолосой и голубоглазой, уйти. Но девушка отказалась спасаться, заявила, что она еврейка, и морально поддерживала чужих детей рядом с собой, пока их всех не расстреляли.

## Случаи спасения и «Праведники народов мира»
После расстрела 16 августа 1941 года в живых остался тринадцатилетний Абрам Левин и его младшая сестра. Во время расстрела он с сестрой упал в яму, прикрыл собой сестру, а ночью они смогли, несмотря на ранения, выбраться из ямы и перейти линию фронта. В деревне Дрануха прятали и спасли еврейскую девочку. В Голочевке прятался Симон из Дранухи, но потом его выдали и расстреляли. На хуторе Перелесянка около деревни Риминки спасали Льва Борисовича (Белоусова) с сыном Симой (Мишей), которые затем ушли в партизаны. Также в партизанах воевали Фейгины и выжили.
В Чаусах 2 человека были удостоены почетного звания «Праведник народов мира» от израильского мемориального института «Яд Вашем» «в знак глубочайшей признательности за помощь, оказанную еврейскому народу в годы Второй мировой войны». Это Перцов Иван и Перцова Вера — за спасение Ползик Тамары.

## Организаторы и исполнители убийств
По данным расследования комиссии ЧГК, массовые убийства в Чаусах и районе организовывали и проводили следующие руководители и непосредственные участники: немецкий офицер, комендант города Бирус, комендант ОРСТ фельдфебель Кремер, коменданты фельдфебели Кюстер, Дойтер, и Дынчер, начальник жандармерии Закс, шеф немецкой государственной полиции Семенюк, начальник первого отдела полиции Рыдлевич, начальник второго отдела полиции Таранов, следователь немецкой полиции Потычко, начальники государственной полиции ОД Фёдоров и Козлов, начальник казармы Коваленко, начальник немецкой полиции и бургомистр Киселёв, начальники района Ефременко и Романов, заведующая трудовым бюро Глыбина.

## Память
В 1955 (1946) году выходцы из Чаусов Абрам Соммеров, Абрам Молочников и другие перезахоронили останки убитых на еврейском кладбище Чаус и поставили памятник. Второй памятник евреям Чаус установлен в деревне Благовичи.
Опубликованы неполные списки жертв геноцида евреев в Чаусах.

## Комментарии
1. ↑  по тексту на памятнике
2. ↑  В русском языке за служащими коллаборационистских полицейских органов закрепилось разговорное уничижительное название полица́й (во множественном числе — полица́и).